# ChEMBL
ChEMBL sau ChEMBLdb este o bază de date chimică ce conține informații legate de compuși chimici cu proprietăți bioactive. Este menținută de către European Bioinformatics Institute (EBI), care este parte a European Molecular Biology Laboratory (EMBL), aflat în Hinxton, Cambridgeshire, Anglia, Marea Britanie.